# Aegypius
Aegypius es un género de ave accipitriforme de la familia Accipitridae.

## Taxonomía
Comprende las siguientes especies:
| Especie                    | Descriptor         |
| -------------------------- | ------------------ |
| † Aegypius jinniushanensis | Zhang et al., 2012 |
| Aegypius monachus          | Linnaeus, 1766     |